# 北谷 (草加市)
北谷（きたや）は、埼玉県草加市の町名。現行行政地名は北谷一丁目から三丁目。住居表示実施地区。ごく一部に住居表示未実施の北谷町が残存する。郵便番号は北谷が340-0046、北谷町が340-0047。かつては川口市に属する安行北谷であったが、その一部を旧草加町時代に編入した経緯から北谷の地名がある。もとは江戸期より存在したひとつの北谷村であった

## 地理
草加市西部の沖積平野に位置し、北で新善町、北西で原町、西で川口市安行北谷、南西で小山、南で花栗、東で松原に隣接する。地区の中央を伝右川が南北に流れる。地内は第二種住居専用地域に指定され、主に戸建ての住宅地となっているが、二丁目には僅かながら農地も見られる。
北谷町は国道4号の新善町交差点南側の横断歩道橋の東詰周辺に小地区として存在し、住宅地となっている。

### 河川
- 伝右川

## 歴史
- 1957年（昭和32年）5月1日 - 川口市との境界変更を実施、川口市大字安行北谷の一部が草加町に編入。草加町安行北谷が成立。（周辺の小山・花栗・苗塚・原も同時に草加町へ）
- 1958年（昭和33年）11月1日 - 草加町の市制施行と同時に編入した安行北谷を北谷町に町名変更[5]。
- 1984年（昭和59年） - 地内に埼友草加クリニックが草加市手代町より移転し埼友草加病院に改称して開設される。
- 1988年（昭和63年）10月10日 - 第5次住居表示実施により[6]、北谷一丁目〜三丁目に変更（ごく一部の北谷町は現在も残存）。
- 2016年（平成28年）2月 - 1丁目に所在した「埼友草加病院」が松原に移転。

## 世帯数と人口
2017年（平成29年）10月1日現在の世帯数と人口は以下の通りである。
| 町丁・丁目         | 世帯数    | 人口    |
| ------------------ | --------- | ------- |
| 北谷一丁目         | 863世帯   | 1,888人 |
| 北谷二丁目         | 870世帯   | 2,041人 |
| 北谷三丁目・北谷町 | 1,065世帯 | 2,306人 |
| 計                 | 2,798世帯 | 6,235人 |

## 小・中学校の学区
市立小・中学校に通う場合、学区（校区）は以下の通りとなる。
| 町丁・丁目 | 番地    | 小学校             | 中学校             |
| ---------- | ------- | ------------------ | ------------------ |
| 北谷町     | 全域    | 草加市立松原小学校 | 草加市立栄中学校   |
| 北谷一丁目 | 全域    | 草加市立松原小学校 | 草加市立栄中学校   |
| 北谷二丁目 | 3〜15番 | 草加市立小山小学校 | 草加市立花栗中学校 |
| 北谷二丁目 | その他  | 草加市立松原小学校 | 草加市立栄中学校   |
| 北谷三丁目 | 全域    | 草加市立松原小学校 | 草加市立栄中学校   |

## 交通

### 鉄道
地内に鉄道は敷設されていない。東武伊勢崎線（東武スカイツリーライン）の獨協大学前駅が最寄りとなる（徒歩15分程度）。

### 道路
- 国道4号草加バイパス
- 寿橋通り
- 小山通り

### バス
- 地内のバス停は「峯分集会所」「北谷橋」「昭和橋」「北谷二丁目」「寿橋通り」の5つ。「学園橋」バス停は廃止になった。
  - 朝日バス
    - 松原団地駅西口 - 草加西高校入口 - 新善町 - 新田駅東口（一部、原町三丁目止まり） 
      - 国際興業バス、東武バス(共同運行)
        - 草加駅西口 - 草加市立病院 - 安行出羽

## 施設
1丁目
- 草加北谷郵便局
- 峯分会館
- 峯分稲荷大明神
- 峯分ふれあい広場
- 北谷第6公園

2丁目
- JAさいたま北谷支店
- 北谷二丁目町会会館
- 学園台自治会館
- みのべ幼稚園
- 北谷第3児童遊園

3丁目
- めぇめぇこやぎこども園
- 正一位稲荷大明神
- 北谷三丁目公園
- 北谷第4公園

過去の施設
- 埼友草加病院